# Финагель

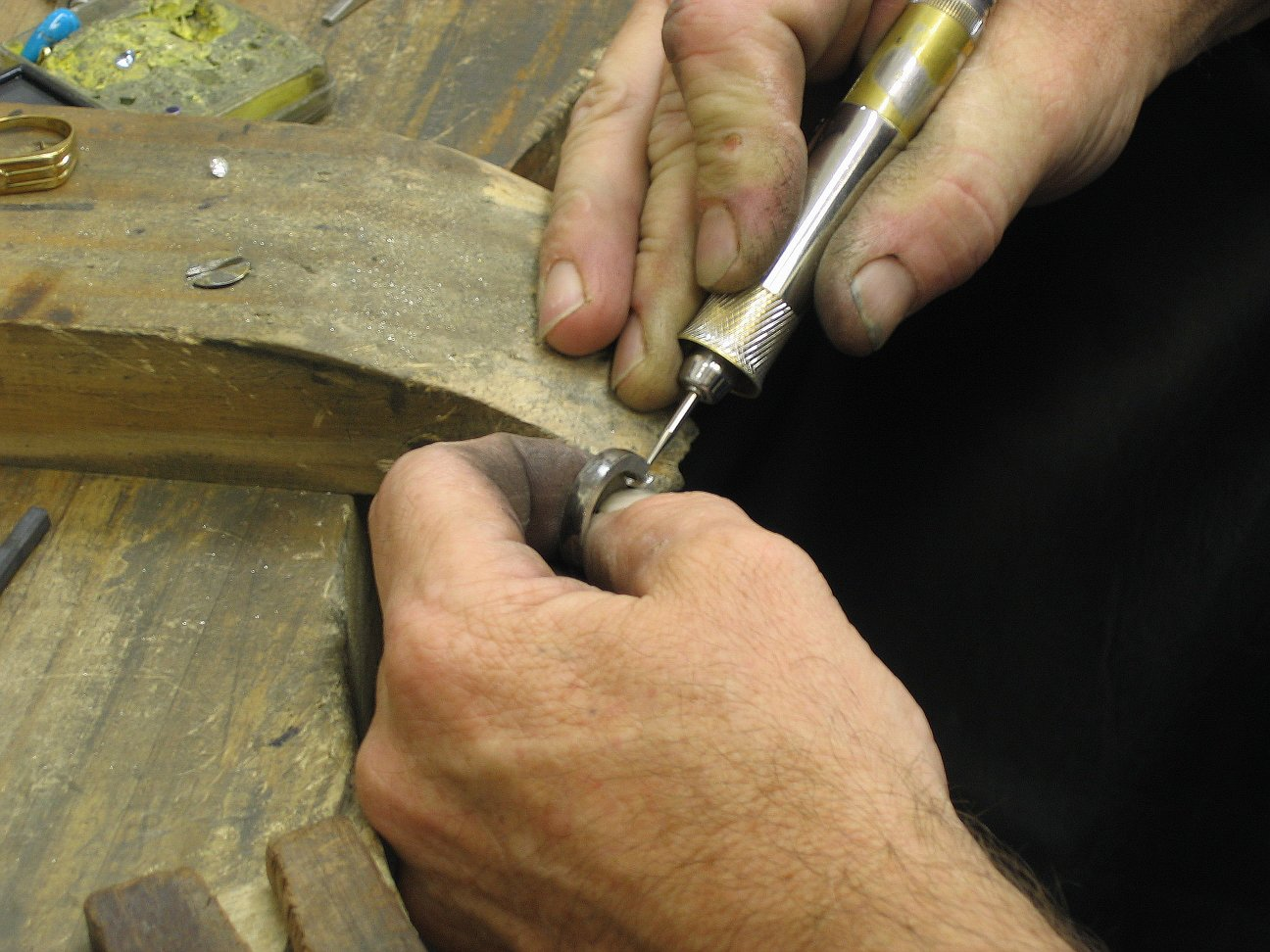
работа с помощью финагеля

Финагель — клинообразный формы кусок дерева твёрдой породы (пальмы, самшита).
Рабочая часть ювелирного и зуботехнического стола, служит упором при осуществлении таких работ как выпиливании лобзиком, опиливании и шабрение. Крепится в центре рабочей ячейки к торцу крышки. Закрепляться может тугой посадкой хвостовика в отверстие торца центра рабочей ячейки или иметь винтовое крепление (снизу или сбоку), позволяющее его удерживать без люфта.
Его длина как правило 80-90 мм, ширина 70-75 мм, угол подъёма 30-45°, в зависимости от вида работ может применяться финагель несколько отличной формы от классической.

## Галерея

старый финагель
малый финагел